# Spațiu Banach

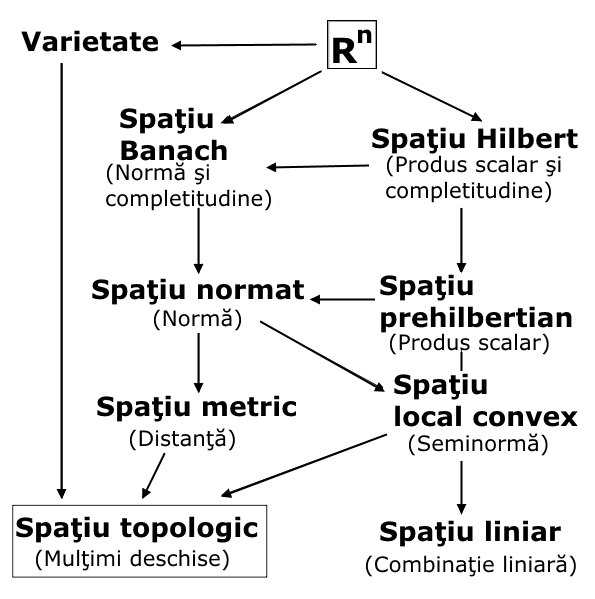
Spaţiile abstracte ale matematicii superioare. Săgeata indică incluziunea.

În analiza matematică, un spațiu Banach este un spațiu vectorial normat complet, adică în care orice șir Cauchy este convergent.
Spațiile Banach sunt numite după matematicianul polonez Stefan Banach (1892-1945).

## Definiție
În teoria spațiilor liniare normate, cele mai importante rezultate se obțin în cazul când este îndeplinită condiția de completitudine.
Noțiunea de completitudine este bazată pe cea de șir Cauchy: un șir {\displaystyle \{x_{n}\}_{n=1}^{\infty }} de elemente dintr-un spațiu liniar normat {\displaystyle \left(X,\,\|\cdot \|\right)} se numește șir Cauchy dacă oricare ar fi {\displaystyle \varepsilon >0,} există un indice {\displaystyle N(\varepsilon )} astfel încât {\displaystyle n,m\geq N(\varepsilon )} implică {\displaystyle \|x_{n}-x_{m}\|<\varepsilon .}
Într-un spațiu liniar normat, oricare șir convergent este șir Cauchy, dar reciproc nu este adevărat în general. Spațiile Banach sunt spațiile în care este cazul.
Definiție — 
Un spațiu liniar normat X în care oricare șir Cauchy este convergent se numește spațiu liniar normat complet sau spațiu Banach.

## Exemple de spații Banach
Prin echivalența normelor în dimensiune finită, oricare spațiu liniar normat finit-dimensional este spațiu Banach.
Un alt exemplu important de spațiu Banach este spațiul ℓp al șirurilor p-absolut sumabile, cu {\displaystyle p\geq 1}.
Teoremă — 
Fie {\displaystyle \mathbb {K} } corp comutativ complet și fie {\displaystyle p\geq 1.} Fie spațiul liniar normat {\displaystyle \left(\ell _{\mathbb {K} }^{p},\,\|\cdot \|_{p}\right)} al șirurilor {\displaystyle x=\{\alpha _{j}\}_{j=1}^{\infty }} din {\displaystyle \mathbb {K} } astfel încât seria {\displaystyle \textstyle \sum _{j}|\alpha _{j}|^{p}} este convergentă, unde norma este definită de:
{\displaystyle \|x\|_{p}=\left(\sum _{j=1}^{\infty }|\alpha _{j}|^{p}\right)^{1/p}.}
Atunci {\displaystyle \left(\ell _{\mathbb {K} }^{p},\,\|\cdot \|_{p}\right)} este spațiu Banach.
Faptul că {\displaystyle x\mapsto \|x\|_{p}} este normă, rezultă din inegalitatea lui Minkowski pentru sume finite.
Fie {\displaystyle \{x_{n}\}_{n=1}^{\infty }} un șir Cauchy din spațiul {\displaystyle \ell _{\mathbb {K} }^{p},} unde {\displaystyle x_{n}=\{\alpha _{nj}\}_{j=1}^{\infty },} și fie {\displaystyle \varepsilon >0.} Atunci există un număr natural {\displaystyle k_{\varepsilon }} astfel încât {\displaystyle \|x_{n}-x_{m}\|_{p}<\varepsilon } pentru orice {\displaystyle n,m>k_{\varepsilon }} — adică {\displaystyle \textstyle \sum _{j=1}^{\infty }|\alpha _{nj}-\alpha _{mj}|^{p}<\varepsilon ^{p}.} În particular, pentru orice {\displaystyle j\geq 1}, {\displaystyle |\alpha _{nj}-\alpha _{mj}|<\varepsilon } dacă {\displaystyle n,m>k_{\varepsilon },} de unde rezultă că șirul {\displaystyle \{\alpha _{nj}\}_{n=1}^{\infty }} este Cauchy. Prin complitudinea lui {\displaystyle \mathbb {K} }, există {\displaystyle \textstyle \alpha _{j}=\lim _{n}\alpha _{nj}\in \mathbb {K} .} Fie atunci {\displaystyle x=\{\alpha _{j}\}_{j=1}^{\infty }.}
Rezultă că pentru orice {\displaystyle n>k_{\varepsilon },}
{\displaystyle \sum _{j=1}^{\infty }|\alpha _{nj}-\alpha _{j}|^{p}<\varepsilon ^{p},}
de unde se deduce că:
1. {\displaystyle x_{n}-x\in \ell _{\mathbb {K} }^{p},} iar spațiul {\displaystyle \ell _{\mathbb {K} }^{p}} fiind liniar, {\displaystyle x\in \ell _{\mathbb {K} }^{p};}
2. Pentru orice {\displaystyle n>k_{\varepsilon },} {\displaystyle \|x_{n}-x\|_{p}<\varepsilon .}

În concluzie, pentru orice șir Cauchy {\displaystyle \{x_{n}\}_{n=1}^{\infty }}, există {\displaystyle x\in \ell _{\mathbb {K} }^{p}} astfel încât {\displaystyle \textstyle x=\lim _{n}x_{n}} — adică spațiul {\displaystyle \left(\ell _{\mathbb {K} }^{p},\,\|\cdot \|_{p}\right)} este complet.
Mai general, spațiul Lp al funcțiilor p-integrabile este Banach dacă {\displaystyle p\geq 1}.

## Proprietăți
Teoremă — 
Oricare subspațiu liniar închis al unui spațiu Banach este spațiu Banach.
Oricare șir Cauchy de elemente dintr-un spațiu liniar închis al unui spațiu Banach este șir convergent către un element din spațiul Banach.
Deoarece subspațiul este închis, limita șirului aparține subspațiului. Deci subspațiul este complet.
Teoremă — 
Dacă {\displaystyle X_{1},X_{2},\cdots ,X_{n}} sunt spații Banach, atunci spațiul liniar normat produs {\displaystyle \textstyle X=\prod _{k=1}^{n}X_{k}} este de asemenea un spațiu Banach.
Trebuie demonstrată doar completitudinea spațiului {\displaystyle \textstyle X=\prod _{k=1}^{n}X_{k}}
Fie {\displaystyle \{x^{m}\}_{m=1}^{\infty }} un șir Cauchy din spațiul X, unde {\displaystyle x^{m}=\left(x_{m1},x_{m2},\cdots ,x_{mn}\right),\;(m=1,2,3,\cdots ).}
Pentru fiecare {\displaystyle \varepsilon >0,} există {\displaystyle N_{\varepsilon }} astfel încât {\displaystyle \|x^{i}-x^{k}\|<\varepsilon ,\;(j,k>N_{\varepsilon }),} de unde rezultă că  {\displaystyle \|x_{ji}-x_{ki}<\varepsilon \|,\;(i=1,2,\cdots ,n;\;j,k>N_{\varepsilon }).}
Atunci există {\displaystyle x_{i}\in X_{i},\;i=1,2,\cdots ,n,} astfel încât {\displaystyle x_{i}=\lim _{k\to \infty }x_{ki}.}
Deci {\displaystyle \|x_{ji}-x_{i}\|\leq \varepsilon \;(i=1,2,\cdots ,n;\;j>N_{\varepsilon }).}
Se notează {\displaystyle x=(x_{1},x_{2},\cdots ,x_{n}).}
În concluzie, oricare ar fi {\displaystyle \varepsilon >0,} există {\displaystyle N_{\varepsilon }} astfel încât {\displaystyle \|x^{j}-x\|\leq \varepsilon \;(j>N_{\varepsilon }),} adică {\displaystyle \textstyle \lim _{m\to \infty }x^{m}=x.}
Teoremă (echivalența spațiilor Banach) — 
Dacă normele {\displaystyle \|\cdot \|^{\prime }} și {\displaystyle \|\cdot \|^{\prime \prime }} definite în spațiul liniar L sunt echivalente, atunci spațiul liniar normat {\displaystyle (L,\,\|\cdot \|^{\prime })} este spațiu Banach dacă și numai dacă spațiul liniar normat {\displaystyle (L,\,\|\cdot \|^{\prime \prime })} este spațiu Banach.
Fie {\displaystyle c_{1}>0,\;c_{2}>0} două constante alese astfel ca {\displaystyle \|x\|^{\prime \prime }\leq c_{1}\|x\|^{\prime },\;\|x\|^{\prime }\leq c_{1}\|x\|^{\prime \prime }\;(x\in L).}
Fie, în continuare, {\displaystyle N_{1}=(L,\,\|\cdot \|^{\prime })} spațiu Banach și {\displaystyle (x_{n})_{1}^{\infty }} un șir Cauchy în {\displaystyle N_{2}=(L,\,\|\cdot \|^{\prime \prime }).}
Pentru numărul {\displaystyle \varepsilon >0} există {\displaystyle n_{0}\in \mathbb {N} } astfel încât pentru orice {\displaystyle m,n\in \mathbb {N} ;\;m,n\geq n_{0}} există relația {\displaystyle \textstyle \|x_{n}-x_{m}\|^{\prime \prime }<{\frac {\varepsilon }{c_{2}}}.}
Se obține {\displaystyle \textstyle \|x_{n}-x_{m}\|^{\prime }<c_{2}\cdot {\frac {\varepsilon }{c_{2}}}=\varepsilon \;(n,m\geq n_{0}).}
Prin urmare șirul {\displaystyle (x_{n})_{1}^{\infty }} este Cauchy în {\displaystyle N_{1}} și întrucât spațiul {\displaystyle N_{1}} este complet, {\displaystyle (x_{n})_{1}^{\infty }} este convergent în {\displaystyle N_{1}.}
Fie {\displaystyle \textstyle x=\lim _{n\to \infty }x_{n}} în {\displaystyle N_{1},} adică {\displaystyle \|x_{n}-x\|^{\prime }=0.}
Însă {\displaystyle \textstyle \lim _{n\to \infty }\|x_{n}-x\|^{\prime \prime }\leq \lim _{n\to \infty }c_{1}\|x_{n}-x\|^{\prime }=0} și deci șirul {\displaystyle (x_{n})_{1}^{\infty }} este convergent în {\displaystyle N_{2}.}
În consecință, spațiul {\displaystyle N_{2}} este spațiu Banach.
Schimbând cu rolurile normele {\displaystyle \|\cdot \|^{\prime }} și {\displaystyle \|\cdot \|^{\prime \prime }} se obține că dacă {\displaystyle N_{2}} este spațiu Banach atunci și {\displaystyle N_{1}} este spațiu Banach.

## Serii în spații Banach
O proprietate utilă a seriilor numerice este că orice serie absolut convergentă este convergentă. Deoarece această proprietate se generalizează la spații Banach, aceștia oferă un cadru natural pentru studiul seriilor generale.

### Serii convergente și absolut convergente
Fie {\displaystyle (X,\,\|\cdot \|)} un spațiu liniar normat, {\displaystyle \{x_{n}\}_{n=1}^{\infty }} un șir de elemente din {\displaystyle X} și, pentru orice {\displaystyle n\geq 1,\,s_{n}=x_{1}+x_{2}+\cdots +x_{n}.}
Dacă există {\displaystyle \textstyle \lim _{n\to \infty }s_{n}=s\in X,} atunci seria {\displaystyle \textstyle \sum _{n}s_{n}} se numește serie convergentă.
Dacă seria numerică {\displaystyle \textstyle \sum _{n}\|x_{n}\|} este convergentă, atunci seria {\displaystyle \textstyle \sum _{n}x_{n}} se numește absolut convergentă.

### Convergența absolută implică convergența
Teoremă — 
Un spațiu liniar normat {\displaystyle (X,\,\|\cdot \|)} este spațiu Banach dacă și numai dacă oricare serie absolut convergentă este convergentă.
Fie {\displaystyle X} un spațiu vectorial normat și fie {\displaystyle \textstyle \sum _{n}x_{n}} o serie absolut convergentă. Fie {\displaystyle \textstyle s_{n}=\sum _{k=1}^{n}x_{k}} și {\displaystyle \textstyle \sigma _{n}=\sum _{k=1}^{n}\|x_{k}\|} șirurile sumelor parțiale. Prin inegalitatea triunghiului, {\displaystyle \|s_{n}-s_{m}\|\leq |\sigma _{n}-\sigma _{m}|.}
Deci dacă {\displaystyle \{\sigma _{n}\}_{n=1}^{\infty }} este șir Cauchy, atunci și {\displaystyle \{s_{n}\}_{n=1}^{\infty }} este șir Cauchy.
Prin urmare, spațiul liniar normat X fiind complet, există {\displaystyle \textstyle \lim _{n\to \infty }s_{n}=s\in X,} adică seria {\displaystyle \textstyle \sum x_{n}} este convergentă.
Reciproc, fie {\displaystyle \{x_{n}\}_{n=1}^{\infty }}un șir Cauchy în X.
Atunci există un subșir {\displaystyle \{x_{k_{n}}\}_{n=1}^{\infty }} astfel încât {\displaystyle \textstyle \|{x_{k}}_{n+1}-x_{k_{n}}\|<2^{-(n+1)}.}
Rezultă că seria {\displaystyle \textstyle \sum _{n}\|x_{k_{n+1}}-x_{k_{n}}\|} este convergentă.
Conform celor demonstrate în prima parte a teoremei, rezultă că seria {\displaystyle \textstyle \sum _{n}\left(x_{k_{n+1}}-x_{k_{n}}\right)} este convergentă.
Se notează {\displaystyle \textstyle x=x_{k_{1}}+\sum _{n=1}^{\infty }\left(x_{k_{n+1}}-x_{k_{n}}\right).}
Deoarece:
{\displaystyle x_{k_{1}}+\sum _{n=1}^{\infty }\left(x_{k_{n+1}}-x_{k_{n}}\right)=x_{k_{m}},\;\;(m\geq 2),}
rezultă că subșirul {\displaystyle \textstyle \{x_{k_{n}}\}_{n=1}^{\infty }} al șirului {\displaystyle \{x_{n}\}_{n=1}^{\infty }} este convergent.
Prin urmare, șirul {\displaystyle \{x_{n}\}_{n=1}^{\infty }} este convergent.